# Tonande velar frikativa
En tonande velar frikativa, ibland kallad frikativt g, är ett konsonant språkljud. Det skrivs [ɣ] med IPA.

## Egenskaper
Egenskaper hos den tonande velara frikativan:
- den är pulmonisk-egressiv, vilket betyder att den uttalas genom att lungorna trycker ut luft genom talapparaten.
- den är tonande, vilket betyder att stämläpparna är spända under uttalet och därmed genererar en ton.
- den är velar, vilket betyder att den uttalas genom att tungryggen trycks mot mjuka gommen.
- den är frikativ, vilket betyder att luftflödet går genom en förträngning i talapparaten.

## Förekomst

### Svenska
En tonande velar frikativa förekom i fornsvenskan efter vokal i ord som skogh ’skog’ och tecknades då ⟨gh⟩ och ännu i äldre nysvenska. Många traditionella dialekter i Sverige har också bevarat detta uttal, t.ex. i norra Dalarna, Västerbotten, Härjedalen, Jämtland. Det har också upptecknats på några platser i Uppland, Dalsland, Västergötland och Värmland.

### Andra språk
Det förekommer även i till exempel arabiska, armeniska, nygrekiska, persiska, vietnamesiska och många turkspråk, däribland azeriska. Det förekommer också i vissa dialekter av nederländska och polska. I  danska och spanska är det en allofon till g. I ryska är det en allofon till x.